# Awulsja
Awulsja − proces tworzenia nowego koryta rzeki, które omija wcześniej istniejące meandry.